# Michelle Phillips
Michelle Phillips (Født Holly Michelle Gilliam 4. juni, 1944) er en amerikansk Singer-songwriter, mest populær som sanger i folk/rock bandet The Mamas & The Papas. Hun skrev sangen "California Dreamin" sammen med John Phillips.